# Yeşilöz, Gemerek
Yeşilöz là một xã thuộc huyện Gemerek, tỉnh Sivas, Thổ Nhĩ Kỳ. Dân số thời điểm năm 2011 là 202 người.